# 黄瑞祥
黄瑞祥（1921年—2017年4月1日），山东掖县人，中华人民共和国政治人物。
1940年8月参加革命，1941年4月加入中国共产党。历任班长、指导员、组织科长，92师276团、275团、274团政委，92师政治部主任、副政委、政委，南疆军区政治部主任、森永特助等职。2017年4月1日在厦门逝世，享年96岁。